# Michael Fischer (Jurist)
Michael Fischer (* 1972 in Stadtoldendorf) ist ein deutscher Verwaltungsjurist. Er ist seit 2018 Leiter des Verfassungsschutzes Berlin.

## Leben

### Ausbildung
Fischer legte 1992 sein Abitur in Holzminden ab. Anschließend fing er 1992 ein Studium der Rechtswissenschaften in Hannover an und bestand 1997 die erste Staatsprüfung. Von 1998 bis 2000 nahm er am Vorbereitungsdienst im Oberlandesgerichtsbezirk Celle teil, sodass er im Jahr 2000 seine zweite Staatsprüfung bestand.

### Laufbahn
Nach seinem Studium arbeitete Fischer im Jahr 2001 zuerst als Rechtsanwalt. Noch im selben Jahr fing er beim Bundesamt für Verfassungsschutz an. Dort war er bis 2007 in verschiedenen Funktionen innerhalb der Behörde tätig. Anschließend arbeitete er von 2007 bis 2015 in unterschiedlichen Aufgabengebieten im Landesamt für Verfassungsschutz Hessen. Im Jahr 2015 wechselte er als Referatsleiter in die Abteilung Verfassungsschutz des Ministeriums für Inneres, ländliche Räume und Integration des Landes Schleswig-Holstein. 
Im November 2018 übernahm er im Amt eines Senatsdirigenten die Leitung des Verfassungsschutzes Berlin bzw. der Abteilung II Verfassungsschutz der Senatsverwaltung für Inneres und Sport Berlin.

### Persönliches
Fischer ist SPD-Mitglied. Er ist verheiratet und hat drei Kinder.